# Alicia Molik
Alicia Molik, zamężna Sullivan (ur. 27 stycznia 1981 w Adelaide) – australijska tenisistka, występująca na światowych kortach od 1999 do 2011 roku, ćwierćfinalistka Australian Open 2005 w grze pojedynczej, mistrzyni Australian Open 2005 i French Open 2007 w grze podwójnej, finalistka Wimbledonu 2004, US Open 2004 i Wimbledonu 2007 w grze mieszanej, klasyfikowana w rankingu WTA na 8. miejscu w grze pojedynczej (2005) i na 6. miejscu w grze podwójnej (2005), brązowa medalistka letnich igrzysk olimpijskich w grze pojedynczej (2004), reprezentantka Australii w Pucharze Federacji i Pucharze Hopmana. Tenisistka praworęczna z jednoręcznym backhandem. Od 2013 kapitan australijskiej reprezentacji w Pucharze Federacji.

## Kariera tenisowa
Debiutowała w 1996, w 1999 po raz pierwszy znalazła się w czołowej setce rankingu światowego. Również w 1999 pierwszy raz wystąpiła w turnieju wielkoszlemowym, ponosząc porażkę w I rundzie Australian Open. Na French Open 1999 dotarła do III rundy (1/16 finału), gdzie uległa Amerykance Venus Williams. W 2001 zakończyła sezon w czołowej pięćdziesiątce na świecie, po awansie do półfinału w Szanghaju (nr 47 w listopadzie 2001). W 2002 przyczyniła się walnie do awansu Australii do Grupy Światowej Pucharu Federacji, wygrywając w meczu z Holandią oba single i debel (występuje w reprezentacji od 1998).
W 2003 wygrała pierwszy turniej w cyklu WTA Tour; w finale w Auckland pokonała Amy Frazier. Wygrywając trzy pojedynki singlowe przyczyniła się do awansu zespołu australijskiego do finału mikstowego Pucharu Hopmana (partnerował jej Lleyton Hewitt). Awansowała ponadto do dwóch finałów – w Sarasocie przegrała z Myskiną, w Budapeszcie z Serną.
Najlepszy sezon w karierze Molik to rok 2004; po raz pierwszy dotarła do IV rundy w Wielkim Szlemie (w Australian Open), w maju grała w finale turnieju w Wiedniu (przegrała ze Smasznową-Pistolesi), wystąpiła w finałach wielkoszlemowych na Wimbledonie (w parze z rodakiem Woodbridge’em ulegli w konkurencji miksta rodzeństwu z Zimbabwe Carze i Wayne’owi Blackom, nie wykorzystując kilku piłek meczowych) i US Open (ponownie w parze z Woodbridge’em, ulegli parze Bob Bryan/Wiera Zwonariowa 3:6, 4:6), wygrała turnieje w Sztokholmie, Zurychu i Luksemburgu. Odniosła także pierwsze zwycięstwo turniejowe w deblu, w parze z Serną triumfowała na kortach trawiastych w Eastbourne, w parze z Schett w hali w Sztokholmie. W listopadzie 2004 została sklasyfikowana na pozycji nr 13 na świecie (nr 12 w rankingu sezonu 2004 Race to the Championships).
Do sukcesów w 2004 należy jeszcze doliczyć niespodziewany brązowy medal w grze pojedynczej na olimpiadzie w Atenach; w turnieju olimpijskim wyeliminowała m.in. Japonkę Sugiyamę, uległa w półfinale Francuzce Mauresmo, ale w pojedynku o brąz pokonała Rosjankę Myskinę. Wzięła tym samym rewanż na Rosjance, która pokonała Molik w I rundzie French Open 2004, w drodze do swojego pierwszego triumfu wielkoszlemowego.
Alicia Molik udanie rozpoczęła także kolejny sezon. W styczniu 2005 wygrała turniej w Sydney, pokonując w finale rodaczkę Samanthę Stosur oraz dotarła po raz pierwszy w karierze do ćwierćfinału wielkoszlemowego na Australian Open. Wyeliminowała m.in. Amerykankę Venus Williams, przegrała dramatyczny mecz z liderką rankingu światowego Lindsay Davenport 4:6, 6:4, 7:9. W deblu sięgnęła po pierwszy triumf w Wielkim Szlemie, wygrywając mistrzostwa Australii w parze z Rosjanką Swietłaną Kuzniecową.
Z powodu infekcji ucha środkowego, powodującej zaburzenia równowagi i ostrości widzenia, z którą Molik boryka się od kwietnia 2005 zmusiła ją do zawieszenia występów na korcie do maja 2006, kiedy to wystąpiła w turnieju wielkiego szlema Rolanda Garrosa. Dotarła do rundy trzeciej, gdzie przegrała z Mariją Szarapową.
W 2007 roku zwyciężyła we French Open w parze z Włoszką Marą Santangelo, pokonując w finale debla kobiet parę Katarina Srebotnik/Ai Sugiyama.
Następnie dotarła do półfinału debla i finału miksta na kortach Wimbledonu. Występowała tam w parach kolejno z: Marą Santangelo i Jonasem Björkmanem.
Podczas turnieju Generali Ladies Linz 2007 dwukrotnie pokonała Agnieszkę Radwańską, pierwszą rakietę Polski. Najpierw w pierwszej rundzie gry pojedynczej 6:4, 3:6, 6:1 (w drugiej rundzie przegrała 4:6, 4:6 z późniejszą finalistką Patty Schnyder), a później w ćwierćfinale debla w parze z Włoszką Marą Santangelo Australijka wygrała walkowerem (polska tenisistka grała razem z Chinką Peng Shuai).
W lutym 2011 wyszła za mąż za Tima Sullivana. 10 stycznia 2012 urodziła syna, który otrzymał imiona Yannik Jude.
20 stycznia 2013 została wybrana kapitanem tenisowej reprezentacji Australii w Pucharze Federacji. Zastąpiła na tym stanowisku Davida Taylora, który zdecydował się poświęcić trenowaniu Samanthy Stosur. Molik pokonała w walce o to stanowisko Rennae Stubbs, Nicole Pratt i Todda Woddbridge’a.

## Finały juniorskich turniejów wielkoszlemowych

### Gra podwójna (1)
| Końcowy wynik | Rok  | Turniej         | Nawierzchnia | Partnerka        | Przeciwniczki            | Wynik finału  |
| Zwyciężczyni  | 1998 | Australian Open | Twarda       | Evie Dominikovic | Leanne Baker Rewa Hudson | 6:3, 3:6, 6:2 |